# Jean-Charles Valladont
Jean-Charles Valladont (Besançon, 20 maart 1989) is een Frans boogschutter.

## Carrière
Valladont nam deel aan de Spelen in 2008 hij geraakte niet voorbij de eerste ronde waar hij werd uitgeschakeld door Michael Nara. In 2016 wist hij een zilveren medaille te veroveren hij versloeg Rene Philippe Kouassi, Viktor Ruban, Witthaya Thamwong, Mauro Nespoli en Sjef van den Berg maar verloor van de Zuid-Koreaan Ku Bon-chan in de finale.
Valladont wist medailles te veroveren zowel indoor, outdoor als in het veld. Hij was wereldkampioen in het veld in 2012 en heeft ook meerdere World Cup winsten op zijn naam staan.

## Erelijst

### Olympische Spelen
- 2016:  Rio de Janeiro (individueel)

### Europese Spelen
- 2019:  Minsk (outdoor, team)

### Wereldkampioenschap
- 2009:  (indoor, individueel)
- 2009:  (outdoor, team)
- 2011:  (outdoor, team)
- 2012:  (veld, team)
- 2012:  (veld, individueel)
- 2013:  (outdoor, team)
- 2014:  (veld, team)
- 2014:  (veld, individueel)
- 2016:  (veld, individueel)
- 2017:  (outdoor, team)

### Europees kampioenschap
- 2016:  (outdoor, individueel)
- 2017:  (indoor, individueel)
- 2018:  (outdoor, individueel)
- 2019:  (veld, individueel)
- 2022:  (indoor, individueel)
- 2023:  (outdoor, individueel)

### World Cup
- 2009:  Kroatië (outdoor, individueel)
- 2009:  Shanghai (outdoor, team)
- 2011:  Antalya (outdoor, team)
- 2011:  Shanghai (outdoor, team)
- 2013:  Shanghai (outdoor, team)
- 2014:  Wrocław (outdoor, individueel)
- 2015:  Antalya (outdoor, team)
- 2015:  Wrocław (outdoor, individueel)
- 2015:  Mexico-Stad (outdoor finale, individueel)
- 2015:  Marrakesh (indoor, individueel)
- 2017:  Nîmes (indoor, individueel)
- 2017:  Indoor World Cup Final (indoor, individueel)
- 2017:  Antalya (outdoor, gemengd)
- 2017:  Antalya (outdoor, individueel)
- 2017:  Berlijn (outdoor, team)
- 2018:  Macau Open 250 (indoor, individueel)
- 2023:  Antalya (outdoor, individueel)